# Phrygionis argentilinea
Phrygionis argentilinea är en fjärilsart som beskrevs av Walker 1861. Phrygionis argentilinea ingår i släktet Phrygionis och familjen mätare. Inga underarter finns listade i Catalogue of Life.